# Belte und Sunde
Als Sund wird im Ostseeraum und in Norwegen eine enge Meeresstraße oder deren engster Teil bezeichnet. Viele dieser Sunde sind nach der Insel benannt, die sie vom Festland oder einer größeren Nachbarinsel trennen. Meerengen namens Belt gibt es nur in Dänemark oder an dessen Grenze.

## Wortherkunft
In skandinavischen Wörterbüchern wird das Wort sund mit dem altnordischen, altenglischen, isländischen und norwegischen sund gleichgestellt. Ein „Sund“ wäre somit eine Meerenge, durch die man schwimmen kann. Das passt damit zusammen, dass Meerengen mit dem Namen „Sund“ relativ schmal sind.
Nach einer anderen Erklärung lässt sich das Wort vom altnordischen Verb sundr herleiten. Es bedeutet „trennen“ oder „aufteilen“ (vgl. deutsch (ab)sondern, heutiges skandinavisch sondre und schwedisch sönder „zerbrochen“). Damit wäre ein Sund eine Landtrennung oder ein Bruchspalt.
Alle Sunde an Europas Küsten sind Meeresstraßen. Im Englischen wird ein Sund als strait bezeichnet, während das ähnlich klingende und oft mit „Sund“ übersetzte Sound meistens einen Meeresarm (Inlet) bezeichnet. In anglisierten Ortsnamen sind Sound und Strait in den internationalen Sprachgebrauch eingegangen.

## Dänemark und westliche Ostsee

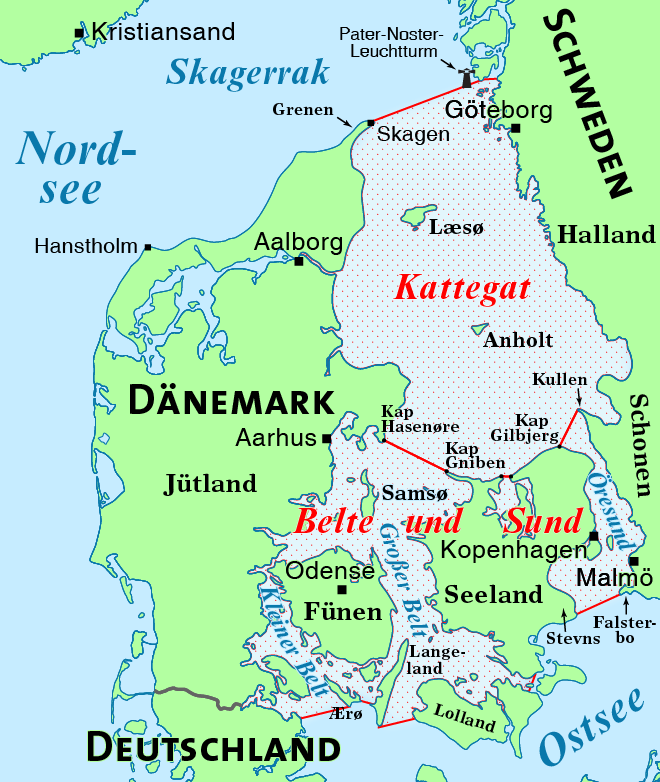
Seegebiet „Belte und Sund“ zwischen Kattegat und westlicher Ostsee

Mit der stehenden Redewendung „Belte und Sund“ sind die drei Meeresstraßen gemeint, die das Binnenmeer Ostsee mit dem Kattegat, also einer Bucht des Weltmeeres, verbinden:
- Kleiner Belt, dänisch Lillebælt (Brücken seit 1935)
- Großer Belt, dänisch Storebælt (Eisenbahntunnel seit 1997, Autobahnbrücke seit 1998)
- Öresund, dänisch Øresund (Tunnel-Brücken-Kombination seit 2000)

„Belte und Sund“ bezeichnet außerdem ein Vorhersagegebiet (B12) des Seewetterdienstes.

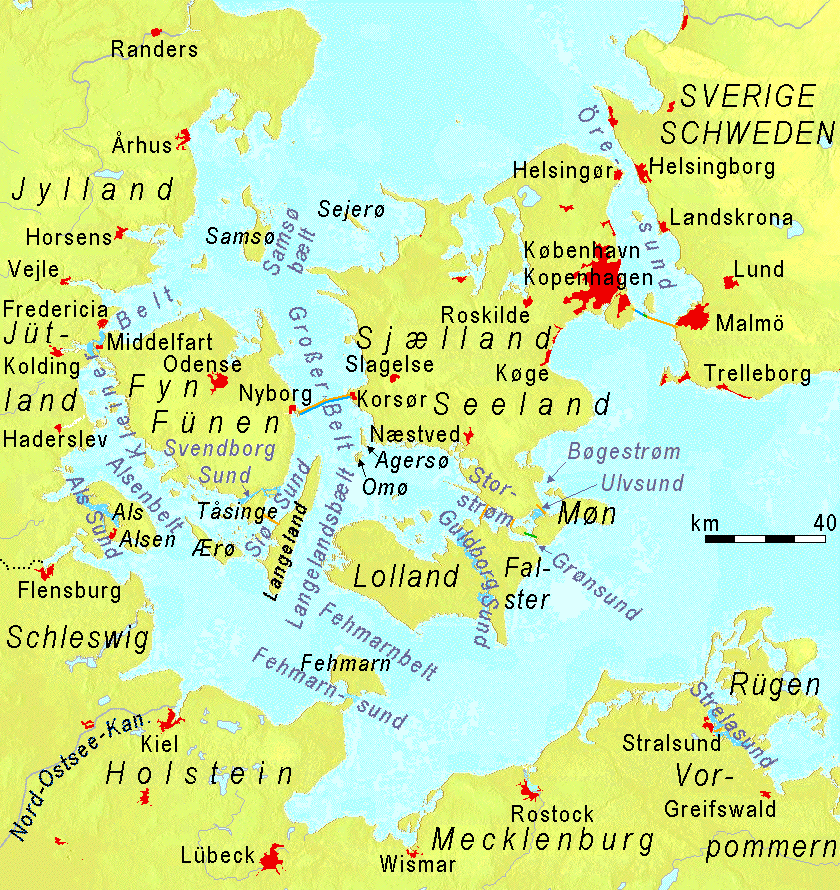
Belte und Sunde Dänemarks und der westlichen Ostsee.
An Brücken (orange), Tunneln (dunkelblau), Dämmen (dunkelgrün) sind nur die längsten dargestellt.

Es gibt jedoch weitere Belte und zahlreichere weitere Sunde.
Die Belte bilden ein Y-förmiges System von Meeresstraßen zwischen der dänischen Insel Seeland (Sjælland) und der aus Jütland (Jylland) und Schleswig-Holstein bestehenden Kimbrischen Halbinsel.
Wo es einen Belt und einen Sund parallel zueinander gibt, bezeichnet Belt die breitere Meeresstraße, Sund die engere:
- Alsen (Als) zwischen
  - Alsensund (Brücke in Sonderburg/Sønderborg) und
  - Alsenbelt (südlicher Teil des Kleinen Belt). In Dänemark zählt dieser als Teil des Kleinen Belt.
- Fehmarn zwischen
  - Fehmarnsund (Brücke seit 1963) und
  - Fehmarnbelt, auch Femerbelt, dänisch bis 2001 Femer Bælt, jetzt Femern Bælt (zwischen Fehmarn und Lolland, gemeinsame Fortsetzung von Großem und Kleinem Belt, feste Fehmarnbelt-Querung geplant)

- Langeland zwischen

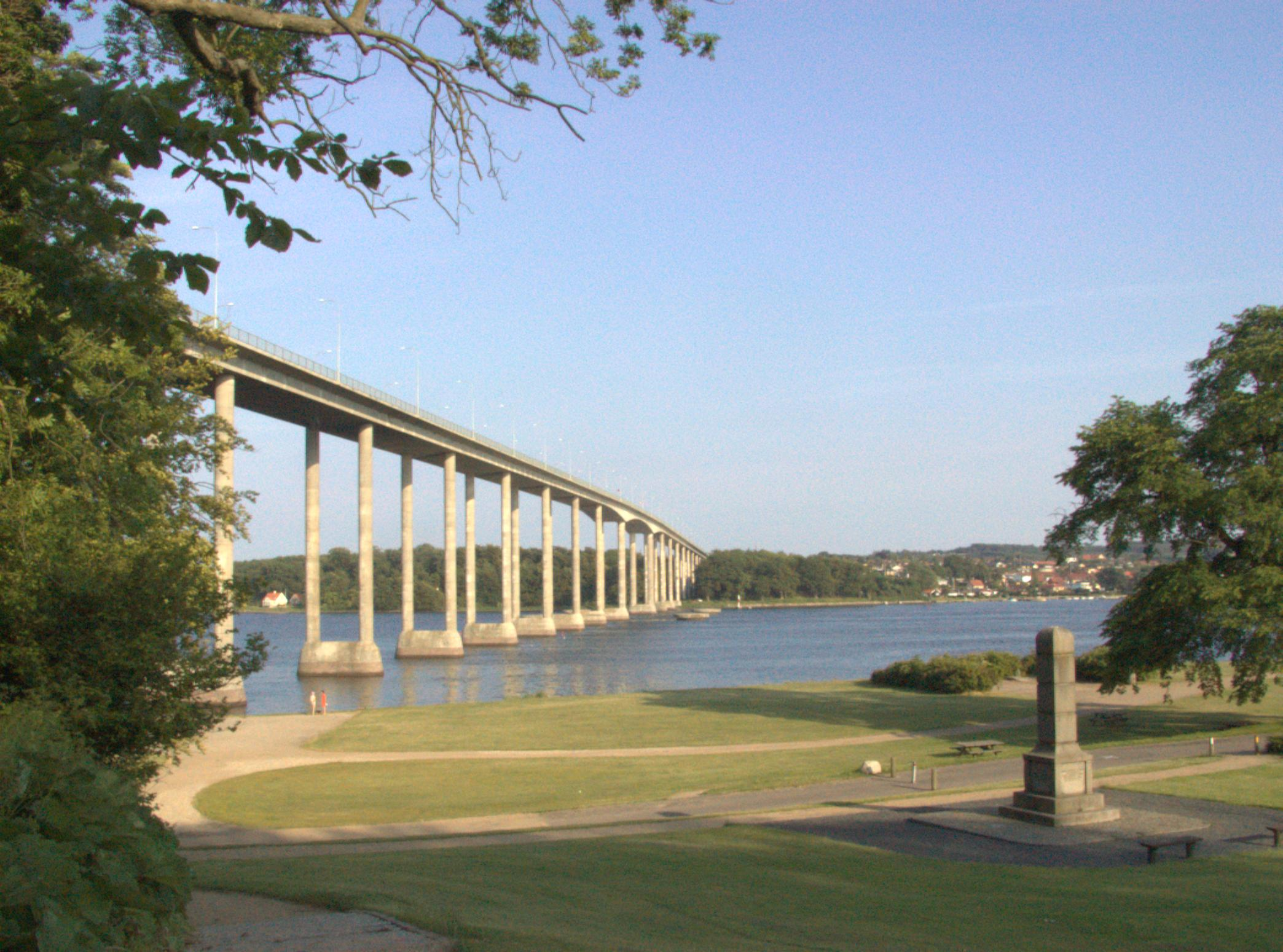
Svendborg-Sund, Blick von Svendborg nach Tåsinge

  - Langelandsund (trennt Langeland von Fünen/Fyn und Tåsinge) und
  - Langelandsbælt (trennt Langeland von Lolland, Südteil des Großen Belt)
- Lolland zwischen
  - Guldborgsund (trennt Lolland von Falster) und
  - Fehmarnbelt und Langelandsbelt (aneinander anschließend)
- Seeland (Sjælland) zwischen
  - Öresund und
  - Großem Belt
- Fünen (Fyn) zwischen
  - Middelfart Sund (alte Bezeichnung für Snævringen, den engen, gewundenen Abschnitts des Kleinen Belt) und Alsenbelt einerseits und
  - Großem Belt andererseits

Alle aufgeführten Sunde werden heutzutage von Seebrücken (Öresund östliche Teilstrecke Brücke, westliche Teilstrecke Tunnel) überquert, außer dem auf Brücken zu umfahrenden Grønsund.
- Die nördliche Fortsetzung des Großen Belt zwischen der im Kattegat liegenden Insel Samsø und der sjællandischen Halbinsel Røsnæs (sowie dem nördlich benachbarten Sejerø) wird Samsø Bælt genannt.
- Ein bedeutender Sund ohne parallelen Belt ist der Strelasund zwischen der Insel Rügen und dem vorpommerschen Festland.

In Dänemark gibt es noch eine ganze Reihe weiterer Sunde:
- den Masnedsund zwischen der im Storstrøm gelegenen Insel Masnedø und Seeland
- Agersø Sund zwischen Agersø und Seeland und Omø Sund zwischen Omø und Agersø
- den Alrø Sund zwischen den Inseln Alrø und Hjarnø im Horsens Fjord
- den Grønsund zwischen Falster einerseits und Bogø und Møn andererseits
- den Ulvsund zwischen Seeland und Møn
- den Siø Sund zwischen Siø und Tåsinge
- mehrere Engstellen des Limfjords: Hvalpsund, Aggersund, Feggesund, Oddesund, Vilsund (Aussprache [vilsunˀ]), Salling Sund und Nees Sund

## Sunde in Norwegen

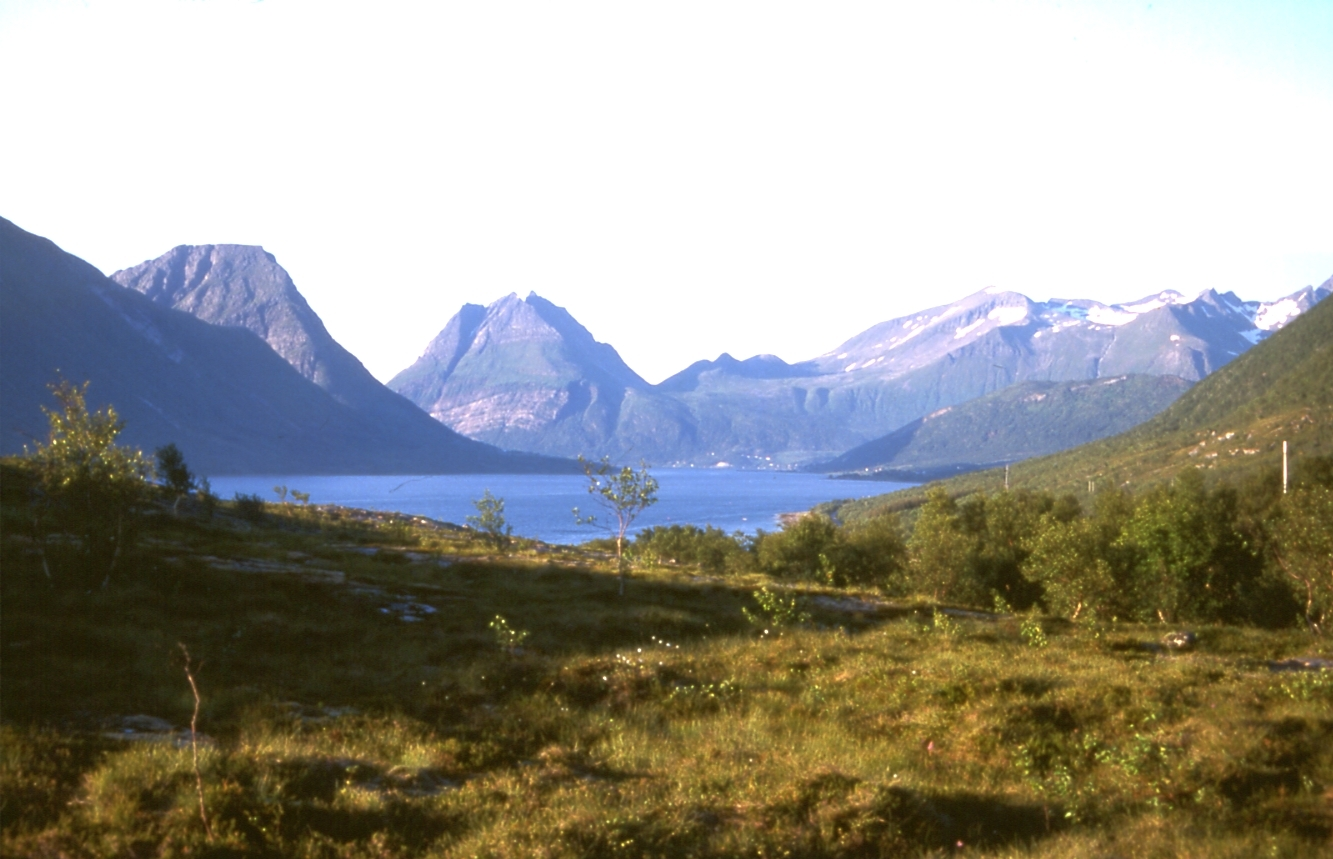
Der Aldersund im norwegischen Helgeland trennt die Insel Aldra (links) vom Festland

An der norwegischen Fjordküste gibt es außer „typischen“ Fjorden, also Meeresbuchten mit nur einer Einfahrt, auch „Fjorde“, die teilweise oder ganz von Inseln begrenzt sind. Dort heißen die engeren Durchfahrten oftmals „Sund“. An manchen Stellen sind die hinteren Enden zweier trichterförmiger „Fjorde“ durch einen „Sund“ verbunden. So ist die teilweise den Lofoten, teilweise den Vesterålen zugerechnete Insel Hinnøya durch den Tjeldsund vom Festland (der Tjeldsund verbindet den Vestfjord und den Vågsfjord) sowie durch den Raftsund, den Sortlandsund, den Risøysund und den Toppsund von den Nachbarinseln getrennt.
Der Karmsund im norwegischen Rogaland spielte in der Wikingerzeit eine wichtige Rolle in der Beherrschung des Handels entlang der Küste und war schließlich bedeutsam für die Reichseinigung durch Harald Schönhaar. Am Karmsund finden sich eine Reihe archäologischer Fundstellen, die die Bedeutung des Ortes für die norwegische Geschichte aufzeigen.
Während „Sund“ als Meerenge im Norwegischen sächlich ist (also sundet), gibt es die grammatisch männliche Form als Name für Seen. So heißt der Quellsee der Glomma Aursunden.

## Sunde in Schweden
Abgesehen davon, dass im Schwedischen auch Meerengen außerhalb Nordeuropas als Sund bezeichnet werden, z. B. Gibraltar sund, gibt es auch in schwedischen Gewässern mehrere Sunde. So trennt der Kalmarsund die Insel Öland vom Festland und der Fårösund die Insel Fårö von Gotland.

## Sunde in Estland
In Estland, das jahrhundertelang erst von Dänemark und dann von einer deutschen Minderheit regiert wurde, gibt es für die Meerengen zwischen den vorgelagerten Inseln und dem Festland dänische, schwedische und deutsche Namen mit der Bezeichnung Sund:
- Hari kurk (Moon-Sund)
- Soela väin (Sele-Sund)
- Voosi kurk (Vose/Wose-Sund)

## „Belt“ im Deutschlandlied

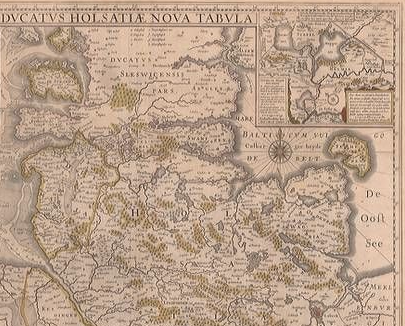
Die Ostsee als „De Belt“ auf einer Karte von Willem Blaeu, 17. Jahrhundert

Deutscher Bund 1815–1866 (rote Grenze)

Der Begriff Belt wird auch in der ersten Strophe des Deutschlandliedes verwendet, das 1841 von August Heinrich Hoffmann von Fallersleben verfasst wurde. Im Text steht Belt für die Nordgrenze des deutschen Sprachraums, die seinerzeit politisch umstritten war. Bei der Lokalisierung ist zu bedenken, dass Belt in der Frühen Neuzeit auch die westliche Ostsee überhaupt bezeichnen konnte (vgl. auch die nebenstehende Blaeu’sche Karte) und diese Bedeutung noch zu Hoffmanns Zeit zumindest in dichterischem Sprachgebrauch geläufig war.
Das am Kleinen Belt im modernen Sinne gelegene Herzogtum Schleswig gehörte 1841 noch nicht zu Deutschland, sondern seit den frühmittelalterlichen Anfängen der Staatlichkeit zu Dänemark zeitweise als Lehen, zeitweise direkt. Holstein gehörte zwar zum Deutschen Bund und hatte vorher zum Heiligen Römischen Reich gehört, unterstand aber ebenfalls Dänemark, seit Kaiser Friedrich III. es dem König von Dänemark zu Lehen gegeben hatte. Da Holstein ganz und Schleswig teilweise deutschsprachig war, wurde ganz Schleswig-Holstein von einer deutschen Bewegung beansprucht. Im Deutsch-Dänischen Krieg 1864 wurde Schleswig-Holstein vom Deutschen Bund erobert, zunächst zwei Jahre lang von Preußen und Österreich gemeinsam verwaltet, mit der Auflösung des Deutschen Bundes dann 1867 Preußen als Provinz eingegliedert. Seit der Abtretung Nordschleswigs an Dänemark 1920 entspricht die heutige deutsch-dänische Grenze im Groben der Sprachgrenze.

## Detailkarten
- Deutschland: u. a. Topografische Karten 1:100.000
- Dänemark: u. a. Generalkarte 1:200.000
- Norwegen: Capellen 1:325.000

## Belege
1. ↑  Elof Hellquist: 1. sund. In: Svensk etymologisk ordbok. 1. Auflage. C. W. K. Gleerups förlag, Berlingska boktryckerie, Lund 1922, S. 907 (schwedisch, runeberg.org).
2. ↑  Ordbog over det danske sprog: Sund
3. ↑  Duden: Das Herkunftswörterbuch, Stichworte sonder und sondern
4. ↑  Deutscher Wetterdienst: Vorhersagegebiete in Seewetterberichten, abgerufen am 1. April 2020
5. ↑  „Belt, m.“, Deutsches Wörterbuch von Jacob Grimm und Wilhelm Grimm, digitalisierte Fassung im Wörterbuchnetz des Trier Center for Digital Humanities, Version 01/23, <https://www.woerterbuchnetz.de/DWB?lemid=B03741>, abgerufen am 12. März 2023.
6. ↑  Vergleiche die 1836 verfasste Landeshymne Mecklenburgs, die Vandalia, die den „Gau“ Mecklenburg wie folgt verortet: „Des Beltes Wogen liegt er nach“.